# Rottenschwil
Rottenschwil es una comuna suiza del cantón de Argovia, situada en el distrito de Muri. Limita al norte con la comuna de Unterlunkhofen, al este con Oberlunkhofen, al sureste con Jonen, al sur con Aristau, al oeste con Besenbüren, y al noroeste con Bremgarten.

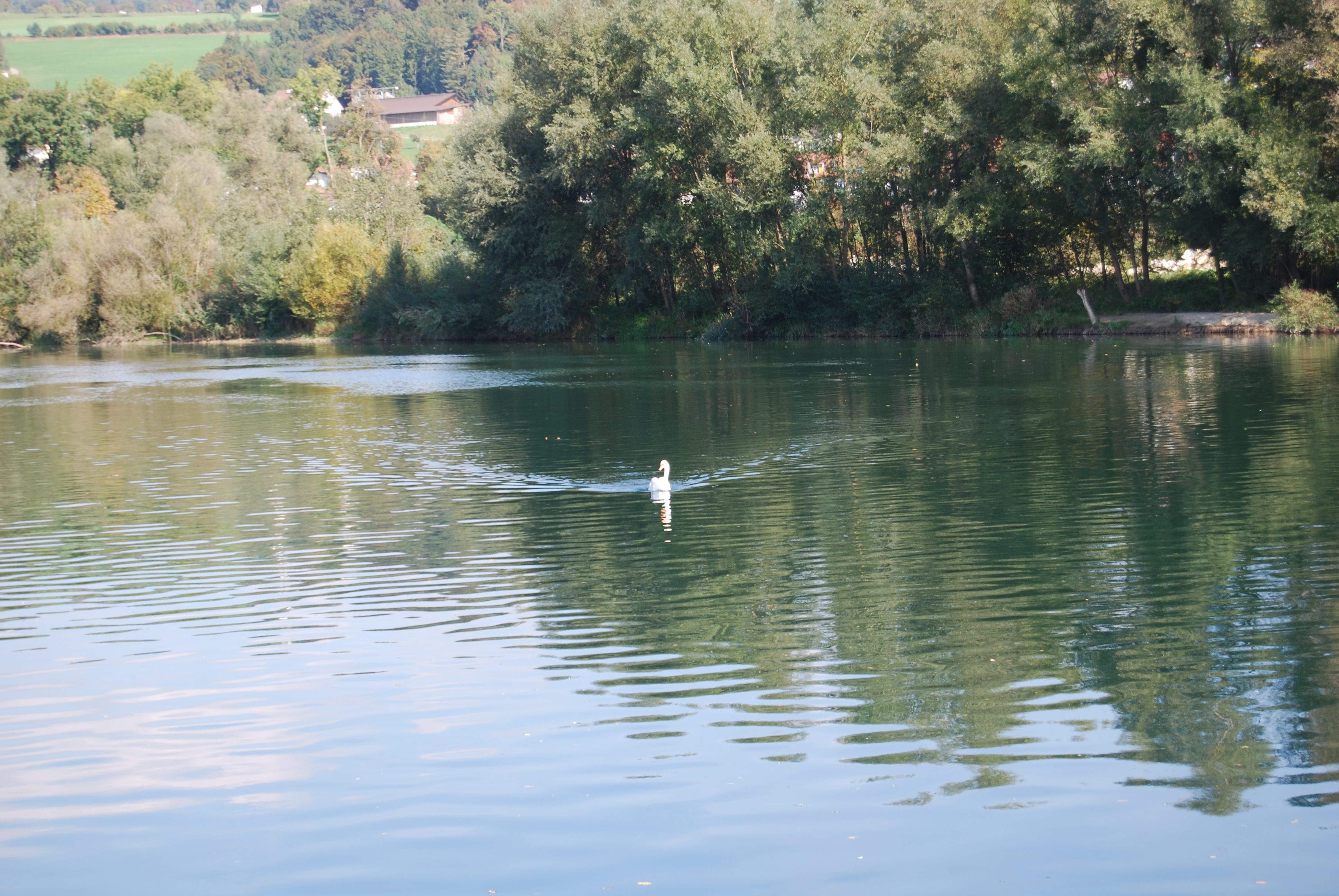
Flachsee en Rottenschwil.